# Convoy (serie televisiva)
Convoy è una serie televisiva statunitense in 13 episodi trasmessi per la prima volta nel corso di una sola stagione nel 1965.
È una serie di guerra ambientata durante la seconda guerra mondiale incentrata sulle vicende del comandante Dan Talbot della Marina degli Stati Uniti.

## Trama
Periodo della seconda guerra mondiale. Dan Talbot è un comandante della Marina degli Stati Uniti e durante la battaglia dell'Atlantico gli viene dato il compito di proteggere diverse navi mercantili tra cui quella del capitano Ben Foster, a guida della nave da carico "Flagship", che trasporta prodotti alimentari, forniture e materiali di guerra.

## Personaggi e interpreti
- Comandante Dan Talbot, interpretato da John Gavin.
- Capitano Ben Foster, interpretato da John Larch.
- Juergens, interpretato da Horst Ebersberg.
- Myers, interpretato da Michael Stanwood.
- Ufficiale Steve Kirkland (episodi sconosciuti, 1965), interpretato da Linden Chiles.
- Tenente Dick O'Connell, interpretato da James T. Callahan.

## Produzione
La serie fu prodotta da Universal TV e girata negli Universal Studios a Universal City in California. Le musiche furono composte da Bernard Herrmann. Convoy è stata una delle ultime serie della NBC in bianco e nero per via dell'utilizzo di materiale di repertorio in bianco nero.

### Registi
Tra i registi sono accreditati:
- Don McDougall in un episodio (1965)
- Richard C. Sarafian in un episodio (1965)
- Don Siegel in un episodio (1965)

### Sceneggiatori
Tra gli sceneggiatori sono accreditati:
- Theodore Apstein in 2 episodi (1965)
- Alfred Hayes in 2 episodi (1965)

## Distribuzione
La serie fu trasmessa negli Stati Uniti dal 17 settembre 1965 al 10 dicembre 1965 sulla rete televisiva NBC.

## Episodi
| Stagione       | Episodi | Prima TV USA |
| -------------- | ------- | ------------ |
| Prima stagione | 13      | 1965         |